# ChEBI
ChEBI (Entidades químicas de interesse biológico) é um banco de dados de entidades moleculares focado em 'pequenos' compostos químicos.